# 辽宁路站
辽宁路站是一个位于吉林省长春市宽城区的已废弃轻轨车站，曾属于长春轨道交通3号线。本站首次建成开放于2002年10月30日，并于2021年3月8日永久关闭撤站。

## 历史

### 车站构造
本站未拆除前位于辽宁路与西三条街路口西，辽宁路北侧，为地面车站，设置两个侧式月台，该车站与3号线一期多数车站相同，站台仅使用简易雨棚，靠近辽宁路一侧设置小型进出站房，乘客需通过站内平过道进行换向。本站亦曾是全线唯一一个弯道站台车站。
拆除前车站站台设置如下：
| G                 | 地面              | \| 側式 · 開右邊车门 \| \| \| \| \| \| \| \| \| 3号线往长影世纪城（芙蓉桥） \| \| \| \| \| \| \| 3号线往长春站（終點站） \| \| \| \| \| 側式 · 開右邊车门 \| 側式 · 開右邊车门 \| 側式 · 開右邊车门 \| 側式 · 開右邊车门 \| 側式 · 開右邊车门 \| 出入口 \| |                   |                   |        |
| 側式 · 開右邊车门 |                   | |                   |                   |        |
|                   |                   | 3号线往长影世纪城（芙蓉桥） |                   |                   |        |
|                   |                   | 3号线往长春站（終點站） |                   |                   |        |
| 側式 · 開右邊车门 | 側式 · 開右邊车门 | 側式 · 開右邊车门 | 側式 · 開右邊车门 | 側式 · 開右邊车门 | 出入口 |

### 车站废弃并拆除

长春轨道交通3号线地下化改造示意图

为配合3号线东延伸工程，3号线自西安桥站与芙蓉桥站区间起由地面逐渐进入地下，由原沿京哈铁路西侧地面行驶改至在辽宁路下方铺设，原北端长春站站、辽宁路站、芙蓉桥站三个地面车站拆除，本站于2021年3月8日永久关闭。因轨道交通车站不能在坡上设置，由于轨道由地面入地，原有芙蓉桥站位置无法设置车站，芙蓉桥与辽宁路站将合并为新的地下车站。新建站点位于原芙蓉桥站北侧约300m处，原规划名称为辽宁路站。但随3号线东延伸于2021年12月31日通车，该新建车站被命名为芙蓉桥站，辽宁路站成为长春轨道交通第一个永久停运的车站，也是续天津地铁1号线新华路站后中国城市轨道交通史上第二座被永久关闭的车站。

### 车站历史
- 2002年10月30日 - 随3号线一期通车开通运营[6]。
- 2021年3月8日 - 永久关闭[3]。
- 2021年8月 - 原站台拆除完毕。

## 车站周边
太阳城